# 乌汶叻公主
乌汶叻公主（皇家轉寫：Ubonrat Ratchakanya，泰語發音：[ʔù.bon.rát râːt.tɕʰa.kan.jāː]；1951年4月5日—），生于瑞士洛桑，泰國公主及女演員，已故泰王拉瑪九世和王后詩麗吉的长女、現任泰王拉瑪十世（瑪哈·瓦集拉隆功）之胞姊。

## 生平
乌汶叻公主在1951年4月5日於瑞士洛桑的蒙喬斯診所出生，泰國國王普眉蓬和詩麗吉王后的四名孩子當中，唯獨是烏汶叻公主是在瑞士的醫療機構出生的，她的三名弟妹們都是在泰國曼谷的皇宮內出生的，她畢業於美国麻省理工学院數學理科學士學位、加州大學洛杉磯分校公共衛生學碩士學位。毕业后与美国人彼特·詹逊（Peter Ladd Jensen）结婚，1972年放棄王室頭銜與殿下尊稱，并移居美国。婚后育有三个子女。1999年2月和丈夫离婚，2001年正式携子女回到泰国長住，並重新執行王室職務，但未恢復「殿下」稱呼；另外她亦開始投身慈善事業。
公主曾於2008年电影《奇迹发生的地方》和2010年电影《玩命狙击》中演出。
2019年2月，烏汶叻公主接受被視為支持他信·西那瓦的政黨泰愛國黨邀請，在下月大選中競逐泰國首相的寶座，打破泰國王族不參與政治的慣例。作為立憲虛君的王室成員直接參政並投入選舉的舉動，在國內外被認為極不尋常，亦欠先例。烏汶叻公主聲稱自身已放棄王室頭銜，與所有泰國人民一樣並無任何特權，亦不應受皇室傳統掣肘。
其胞弟現任泰王瑪哈·瓦集拉隆功（拉瑪十世）代表泰國王室發表聲明，其表示王室高級成員參政無論如何都是藐視國家傳統、慣例和文化的舉動，極之不當。公主則回應自己只是以平民身分參選。
在泰王的影響下，泰愛國黨表示该党将遵守国王敕令阻止乌汶叻公主竞选泰国总理。
2月11日，泰国选举委员会认定乌汶叻不符合竞选总理的资格。
3月7日，泰國憲法法院認定泰愛國黨違反君主立憲制而裁定解散，該黨常務委員會成員未來10年不得再從事政治活動。

## 頭銜
- 1951年-1972年：乌汶叻公主殿下
- 1972年-1998年：乌汶叻·詹森女士
- 1998年-：乌汶叻公主

## 图库

王家标志